# Country Song
"Country Song" es una canción del cantautor británico Jake Bugg. Fue lanzado como el segundo sencillo del álbum debut homónimo. Fue lanzado en formato digital y físico el 30 de junio del 2012.

## Video musical
El video fue lanzado por primera vez en Youtube el 13 de abril del 2012 con una duración total de dos minutos y ocho segundos. Esto fue hecho para coincidir con la duración del video usado para la campaña de anuncios del Greene King IPA, cosa que impulsó la carrera de Jake.

## Actuaciones en vivo
Jake Bugg cantó esta canción para el acto inicial de la BBC del Festival de Glastonbury en el año 2011. El 25 de mayo del 2012, él realizó una interpretación de esta canción en el Later...with Jools Holland

## Canciones
| Descarga digital y física |                |          |  |
| N.º                       | Título         | Duración |  |
| 1.                        | «Country Song» | 1:45     |  |

## Resultados en las listas
| Listas(2012) | Posición más alta Posición | UK Singles (Official Charts Company) | 100 |

## Fechas de lanzamiento
| Región         | Fecha               | Formato de lanzamiento | Discográfica    |
| -------------- | ------------------- | ---------------------- | --------------- |
| United Kingdom | 30 de marzo de 2012 | Digital download       | Mercury Records |